# Talsperre Königsfeld
Die Talsperre Königsfeld (auch Stausee Weiditz genannt) ist eine Talsperre in Sachsen (Deutschland). Sie liegt nordwestlich von Rochlitz auf dem Gebiet der Gemeinde Königsfeld im Landkreis Mittelsachsen und wurde von 1978 bis 1984 gebaut. Das Absperrbauwerk ist ein Staudamm. Das gestaute Gewässer ist der Weißbach.
Der See ist bis zu 14,60 m tief; es dauert 80 Tage, um ihn abzulassen.
Der Zweck der Talsperre ist laut Stauanlagenverzeichnis (siehe unten) die gewerbliche Fischerei und der Naturschutz.
Angeln ist möglich.